# 烏克蘭臨時被占領土

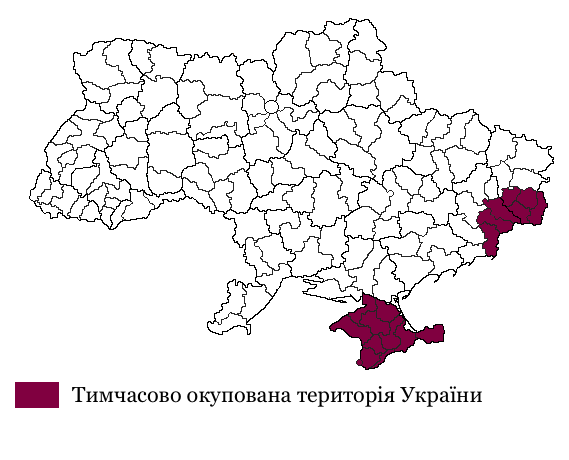
烏克蘭在2014年至2022年定義的被佔領土

至年俄羅斯擴大了在烏克蘭攻佔的領土

烏克蘭臨時被佔領土（羅馬化：Tymchasovo okupovani terytorii Ukrainy）為烏克蘭法律中在俄烏戰爭期間對俄占烏克蘭領土之定義，其並沒有區分俄羅斯政府和“親俄羅斯”政府，因為兩者基本上都由俄羅斯聯邦政府控制。2014年，俄羅斯入侵和吞併克里米亞半島，以及在頓巴斯戰爭期間允許（更有些相信助長）親俄的頓涅茨克和盧甘斯克人民共和國佔領頓涅茨克州和盧甘斯克州的部分地區，意味著佔領的開始。
2014年4月15日，烏克蘭最高拉達將克里米亞自治共和國和塞瓦斯托波爾市的領土定義為「臨時被佔」領土。
2015年3月17日，烏克蘭最高拉達認定頓涅茨克州和盧甘斯克州的某些地區、城市、城鎮和村莊為「臨時被佔」領土。
臨時被佔領土的法律制度由《關於確保公民權利和自由的法律以及烏克蘭臨時被佔領土的法律制度》確定，並闡明了烏克蘭對頓巴斯的主權法。被占领土的公共救济被暂停，只有在该领土重新回到乌克兰当局的控制之下后，才会恢复向公共部门雇员支付工资。只有已迁出被占领土并进行登记的人员才会发放工资和养老金。
2019年2月7日，烏克蘭總統令準確確定了頓巴斯分界線的地理坐標和頓巴斯臨時被佔領土的名單。
大眾媒體對頓巴斯的臨時被佔領土使用通用縮寫ORDILO（ОРДІЛО）或ORDLO（ОРДЛО），以及頓涅茨克和盧甘斯克地區的單獨縮寫——ORDO（ОРДО）和ORLO（ОРЛО），以及頓巴斯的某些區域（Окремі райони Донбасу）。
2022年，俄羅斯軍隊開始全面入侵烏克蘭，並成功佔領全國更多的領土，其中俄罗斯和乌克兰军队在第聂伯罗彼得罗夫斯克州南部和波尔塔瓦州北部发生了小规模冲突，並导致兩州内的几个小村庄和城镇被俄羅斯短時間军事占领。然而，由於烏克蘭軍隊持續激烈的抵抗，加上俄军後勤方面的挑戰，俄羅斯於3月退出波尔塔瓦州，4月初宣布退出其對切爾尼戈夫、基輔、蘇梅和日托米爾州的佔領；5月退出第聂伯罗彼得罗夫斯克州。烏克蘭於9月陸續收復哈爾科夫州、盧甘斯克州部分領土。11月，乌克兰收复赫尔松市，大約收回兩成的失土。
截至2025年7月，俄罗斯繼續維持佔領盧甘斯克州的绝大多数地区，頓涅茨克州、扎波羅熱州和赫爾松州的半数地區，哈尔科夫州、尼古拉耶夫州（仅限金伯恩半岛）和苏梅州的少部分地區。

## 俄占行政区划
2022年9月20日，四個俄占地區（盧甘斯克、頓涅茨克、扎波羅熱和赫爾松）的军民行政机构，一併於23－27日舉行入俄公投。这一公投被乌克兰和世界多国指责为非法的虚假公投。
9月28日，四個俄佔區當局宣佈，有關加入俄羅斯聯邦的公投獲得通過，30日簽署條約，最快於10月3－4日交付俄羅斯上、下議院，以討論以上四地併入俄羅斯的安排。俄罗斯对此地的吞并行为不获国际社会普遍承认。
国际社会大多数国家仍视俄占行政区划为乌克兰领土的一部分，参见俄罗斯联邦并吞克里米亚和俄羅斯吞併烏克蘭四州。